# Kaposvári Bertalan
Kaposvári Bertalan (Budapest, 1939. április 1. –) magyar jogász, író, a Legfelsőbb Bíróság elnöki jogkörben eljáró alelnöke 2008 júniusa és 2009 márciusa között.

## Tanulmányai
1958-ban vették az Eötvös Loránd Tudományegyetem Jogtudományi Karára, ahol 1963-ban diplomázott. A diploma megszerzése után 1963 és 1966 között jogügyi előadó volt. 1966-ban a Budapesti Katonai Bíróság fogalmazója lett (mint a Honvédség hivatásos állományú tagja).

## Bírói pályafutása
1968-tól előbb kaposvári, majd a Budapesti Katonai Bíróságon folytatott bírói tevékenységet. 1974-ben átkerült az Igazságügyi Minisztériumbam ahol felügyeleti főeladóként dolgozott 1980-ig. Ekkor nevezték ki a Legfelsőbb Bíróság Katonai Kollégiumának bírájává, majd ezredesi fokozatban tanácselnöki pozíciót viselt. 1991-ben a bíróságok szervezetrendszeri átalakulása folytán szolgálati viszonya megszűnt. Ekkor lett a Legfelsőbb Bíróság Büntető Kollégiumának tanácselnöke. 1998-tól a Legfelsőbb Bíróság Fegyelmi Bíróságának elnöki tisztségét is ellátta. 2005-ben a Legfelsőbb Bíróság egyik alelnöke, majd 2008-ban, Lomnici Zoltán addigi elnök mandátumának lejárta után a Legfelsőbb Bíróság elnöki jogkörben eljáró alelnöke lett, mely tisztséget 2009-es nyugdíjazásáig viselt.

## Bíróságon kívüli pályafutása
A bírói tevékenység mellett oktatott a Rendőrtiszti Főiskolán, tagja volt a jogi szakvizsgabizottságnak. Az Állambiztonsági Szolgálatok Történeti Levéltára megalapítása után szükségessé vált kiemelkedően fontos iratok külön jegyzékbe szedését végezte 2003-tól. 1997-ben dandártábornokká nevezték ki. Bírói munkája mellett több irodalmi mű szerzője, a Magyar Írószövetség felvette tagjai sorába.

## Főbb művei
- Séták a lövészárok peremén (regény, 1997)
- A Bahamákon innen (novellák, 1997)
- A ló hosszú álma (regény, 1999)
- A szél háza (regény, 2000)
- Kiválasztottak; Dekameron, Bp., 2006
- Történetek hegedűre; Bíbor,Miskolc, 2012
- Juszticia farkasa; Bíbor, Miskolc, 2013
- Árnyékember; Urbis, Szentendre, 2018

## Díjai, elismerései
- A Magyar Érdemrend parancsnoki keresztje (2010)[1]